# Петровська Параскева Степанівна
Петровська Параскева Степанівна (також Пелагея) (1835—1902) — молодша сестра художника Петра Петровського (1814–1842) та дружина (1851) Миколи Лаврова (1820—1875), співучня й товариша Тараса Шевченка по Академії мистецтв. На початку 1840-х навчалася в 1-й петербурзькій школі малювання. Добре співала і грала на фортепіано. Тарас Шевченко любив слухати українські пісні в її виконанні, намалював в її альбомі тополю й присвятив однойменну баладу у першому виданні «Кобзаря» 1840 року. Пізніше бував у подружжя після заслання.

## Присвята
Присвята Петровській розміщена у першому виданні «Кобзаря» 1840 року. В Національному музеї Тараса Шевченка також зберігається малюнок тополі, за спогадами Любові Миколаївни Оглобліної (доньки Петровської та Лаврова) створений поетом. Малюнок виконаний італійським олівцем на кольоровому папері ймовірно в Петербурзі в 1839—1840 роках. Поруч розташовані два написи олівцем зроблені Оглобліною (ліворуч та праворуч від малюнка відповідно):
| Баллада «Тополя» посвящена Шевченко П. С. Петровской |
| «Тополя». Рисунокъ Шевченко по семейному преданію |
На звороті невідомою рукою олівцем вказаний рік (1839).

## Інше
Існує портрет Петровської виконаний її чоловіком у рік весілля (1851 рік; олія).